# Hild József által tervezett épületek listája
Hild József a magyar klasszicista építészet egyik meghatározó alakja. Számos ismert és kevésbé ismert épület építése fűződik a nevéhez. A lista ezen épületek nevét, címét és az építés évét tartalmazza.

## Saját művei

### Baja
- Kálváriakápolna, 1836

### Bajna
- Sándor–Metternich-kastély

### Budapest

#### II. kerület
- Csendilla
- Hild-villa

#### V. kerület

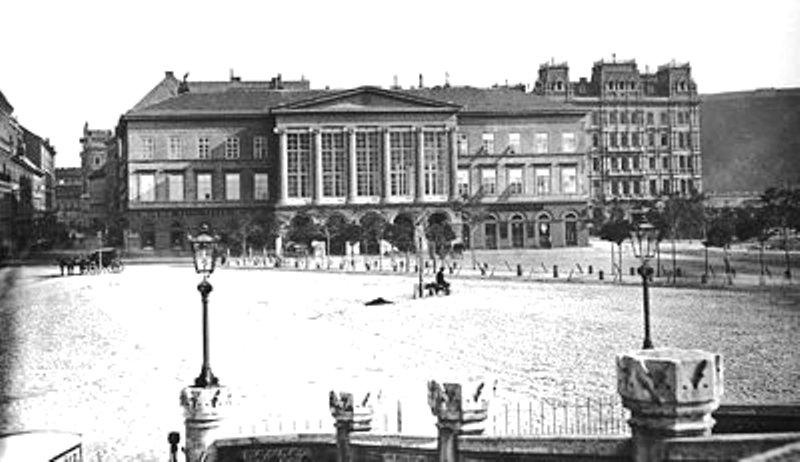
Lloyd-palota 1887 körül

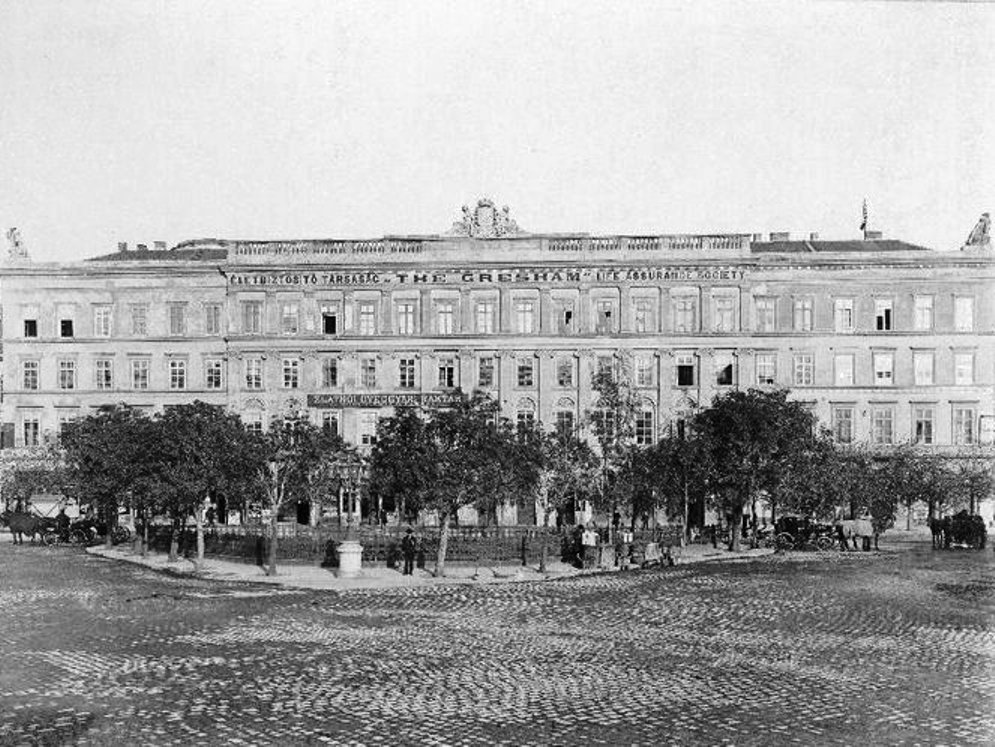
Nákó-palota 1903-ban, a mai Gresham-palota helyén

- Deák téri evangélikus templom főhomlokzata
- Derra-ház, Október 6. utca
- Blüchdorn-bérház, Október 6. utca 3. / Sas utca 4.
- Gross-ház, József nádor tér 1.
- Hét választófejdelem-ház, Váci utca 9., 1840
- Kálvin téri református templom részei, 1838 után, ill. 1854–55
- Lakóház, Váci utca 4., 1840
- Lakóház, Váci utca 50., 1837
- Lakóház, Zrínyi utca 4., 1834
- Lakóház, Zrínyi utca 9., 1837
- Lakóház, Mérleg utca 9., 1839
- Lakóház, Mérleg utca 11., 1837
- Lakóház, Vadász utca 2., 1836
- Károlyi-Trattner-ház, Petőfi Sándor utca 3.
- Marczibányi-ház, Október 6. utca
- Tigris-szálló, volt Wagner-ház, Nádor utca 5., 1839–1840
- Ullmann-ház, Nádor utca 18., 1853
- Átjáróház, átépítés, Október 6. u. 3., 1840 és 1844
- A Pesti Hengermalom Társaság régi gőzmalma (József-malom), Klotild u., 1841
- Átjáróház, átépítés, Október 6. u. 5., 1845
- Tänzer-ház, Akadémia utca 3., 1836
- Reáltanoda Eötvös József Gimnázium, Reáltanoda utca, 1857

#### VII. kerület
- Erzsébet Kórház, Rózsák tere 2., 1856
- Lakóház, Wesselényi utca 15., 1860
- Lakóház, Király utca 55., 1842
- Lakóház, ma piacépület, Rottenbiller utca 56-60., 1844
- Plamberger-ház, Dohány utca 10., 1844

#### X. kerület
- Lakóház, Óhegy utca 50., 1865

#### XII. kerület
- Fácán fogadó, 1856
- Libasinszky-villa, Mátyás király út 14/c., 1846

### Cegléd
- Református templom, 1834 után

### Dénesfa
- Cziráky-kastély átépítése, 1825–1830

### Eger
- Székesegyház, 1831–1837

### Esztergom
- Bazilika, 1838–1846
- Bibliotheka, 1853
- Reálgimnázium (ma a Magyar Nemzeti Levéltár Komárom-Esztergom Vármegyei Levéltára épülete), Deák Ferenc utca 2., 1853
- Papnevelő Intézet, 1861–1865
- Takarékpénztár épülete, 1860–1862

### Kistapolcsány
- 15. századi várkastély átépítése, 1830

### Kunhegyes
- Református templom („az Alföld katedrálisa”), 1839

### Szatmárnémeti
- Római katolikus székesegyház, 1830–1837

### Szilvásvárad
- Református templom, 1836

## Átépített művei

### Budapest
- Szent István-bazilika
- Lakóház, V. kerület, Zrínyi utca 18., 1851
- Lakóház, V. kerület, Nádor utca 12., 1844
- Lakóház, V. kerület, Nádor utca 30., 1845
- Marczibányi-palota, V. kerület, Október 6. u. 7/a., 1830-33
- Lakóház, IX. kerület, Ráday utca 11–13., 1847

## Lebontott művei

### Budapest
- Angol Királynő Szálló átépítése, V. kerület, 1850–1851
- Lloyd-palota, V. kerület
- Nákó-palota, V. kerület

### Művei táblázatos formában
| hrsz           | utca, házszám                                   | építés éve | sarokház                                                     | épület / építtető                                                                     | tervező                                         |
| -------------- | ----------------------------------------------- | ---------- | ------------------------------------------------------------ | ------------------------------------------------------------------------------------- | ----------------------------------------------- |
| 24752          | Arany János utca 14.                            | 1844       | Nádor utca 21.                                               | Schuller Károly                                                                       | Hild József                                     |
| 24467          | József nádor tér 8.                             |            |                                                              | Almássy József                                                                        | Hild József                                     |
| 24461          | József nádor tér 10.                            |            | Erzsébet tér 10.                                             | Cziráky József                                                                        | Hild József                                     |
| 24465          | József nádor tér 11.                            |            |                                                              | Sacelláry Demeter                                                                     | Hild József                                     |
| 24464          | József nádor tér 12.                            | 1823       | József Attila utca 7.                                        | Kéhrer Ferenc (Kehrer Frigyes?)                                                       |                                                 |
| 24484          | József nádor tér 1.                             | 1824       | József Attila utca 5.                                        | Gross-ház                                                                             | Hild József                                     |
| 24435          | Vörösmarty tér 5.                               |            |                                                              | Grabovszky Konstantin                                                                 | Hild József                                     |
| 24436          | Vörösmarty tér 6.                               | 1844       | Harmincad utca 1.                                            | Lyka D. Anasztáz                                                                      | Hild József                                     |
| 24491          | Széchényi tér 3.                                | 1827       |                                                              | Kereskedő pitvar, Lloyd-palota                                                        | Hild József                                     |
| 24514          | Széchényi tér 3-4.                              | 1822       | Mérleg utca 1-3., József Attila utca 2-4.                    | Diana fürdő, Libaschinszky-ház                                                        | Hild József                                     |
| 24559          | Széchényi tér 8.                                | 1850 előtt | Zrínyi utca 2., Vigyázó Ferenc utca 7.                       | Ullmann-ház                                                                           | Hild József                                     |
| 24559          | Széchényi tér 8.                                | 1850 előtt | ?                                                            | Wieser-ház                                                                            | Hild József                                     |
| 24559          | Széchényi tér 8.                                | 1850       | Zrínyi utca 2., Vigyázó Ferenc utca 7.                       | Európa szálló                                                                         | Hild József                                     |
| 24515/1        | Széchenyi tér 5-6.                              | 1829       | Zrínyi utca 2., Mérleg utca 2.                               | Nákó-palota                                                                           | Hild József                                     |
| 24571          | Akadémia utca 3.                                | 1836       | Arany János utca 3.                                          | Tänzer-ház, Wodianer Rudolf                                                           | Hild József                                     |
| 24408/4        | Deák Ferenc utca 1.                             | 1834       | Apáczai Csere János utca 9., Türr István utca 2-6.           | Kemnitzer János kávéháza, Angol Királynő Szálló                                       | Hild József                                     |
| 24288          | Petőfi Sándor utca 3.                           | 1832       | Városház utca 6.                                             | Károlyi-Trattner-ház                                                                  | Hild József                                     |
| 24531          | Hild tér 2.                                     | 1838       | József Attila utca 16                                        | Derra Naum                                                                            | Hild József                                     |
| 24528          | Október 6. utca 7.                              | 1832       | Sas utca 8., Zrínyi utca 13                                  | Marczibányi Márton                                                                    | Hild József                                     |
| 24522          | Nádor utca 5.                                   | 1818       | Mérleg utca 10.                                              | Demjén-ház, Tigris fogadó                                                             | Hild József                                     |
| 24575          | Nádor utca 18.                                  | 1853       | Arany János utca 11.                                         | Ullmann Móric                                                                         | Hild József                                     |
| 24386          | Váci utca 9.                                    | 1840       | Aranykéz utca 5.                                             | Hét választófejedelem ház, Nákó Sándor                                                | Hild József                                     |
| 24422          | Deák Ferenc utca 21.                            | 1846       |                                                              | Weiss Bernát                                                                          | Hild József                                     |
| 24307          | Az Erzsébet híd építése miatt 1900-ban lebontva | 1863       | az Erzsébet híd pesti lejáratánál                            | régi pesti városháza 3. emelete                                                       | Hild József                                     |
| 24554          | Szent István tér                                | 1845 után  | Bajcsy-Zsilinszky út 16.                                     | Pesti Lipótvárosi Plébániatemplom (Bazilika)                                          | Hild József csak elkezdte, Ybl Miklós folytatta |
| 24176          | Reáltanoda utca 7.                              | 1857       | Ferenczy István utca 8–10.                                   | Főreáliskola, Eötvös József Gimnázium (Budapest)                                      | Hild József, Pollack Ágoston                    |
| 24410          | Váci utca 4.                                    | 1843       |                                                              | Bene Ferenc                                                                           | Hild József                                     |
| 24560          | Zrínyi utca 4.                                  | 1834       |                                                              | Karczag Benjámin                                                                      | Hild József                                     |
| 24523          | Zrínyi utca 9.                                  | 1837       |                                                              | Fabinyi János                                                                         | Hild József                                     |
| 24507          | Mérleg utca 11.                                 | 1837       | Hild tér 5.                                                  | Szapáryné gróf Csáky Julianna                                                         | Hild József                                     |
| 24530          | Október 6. utca 3.                              | 1811       | Hild tér 3., Sas utca 4.                                     | Almássy József                                                                        | Hoffrichter József, Hild József                 |
| 24597          | Október 6. utca 19.                             | 1844       | Arany János utca 19.                                         | Boscovitz Lipót, Zichy-palota                                                         | Hild József                                     |
| 24603          | Zrínyi utca 18.                                 | 1851       | Sas utca 10.                                                 | Bajzáth György-ház                                                                    | Hild József                                     |
| 24561          | Nádor utca 12.                                  | 1834       | Zrinyi utca 6.                                               | Döring József                                                                         | Hild József                                     |
| 24689          | Nádor utca 30.                                  | 1855       | Zoltán utca 15.                                              | Forinyák János                                                                        | Hild József                                     |
| 24484          | József Attila utca 3.                           | 1825       | talán József Attila utca 5.                                  | Legrand József                                                                        | Hild József                                     |
| 24774          | Arany János utca 34.                            | 1836       | Vadász utca 2.                                               | Appiano József, Lyka Anasztáz, Csernovics                                             | Hild József                                     |
| 24581          | Arany János utca 13.                            | 1861       | Nádor utca 19.                                               | Schossberger Simon Vilmos                                                             | Hild József                                     |
| 14479/2        | Frankel Leó út 35.                              | 1842       | Árpád fejedelem útja 7-8.                                    | Császár fürdő, Irgalmasok                                                             | Hild József                                     |
| 29287          | Király utca 26.                                 | 1840       |                                                              | Jálics Ferenc                                                                         | Hild József                                     |
| 29038/3        | Jókai utca 4.                                   | 1860       | Ó utca 51.                                                   | Melchior György                                                                       | Hild József                                     |
| 24228          | Dob utca 3.                                     | 1852       |                                                              | Pscherer Miklós                                                                       | Hild József                                     |
| 24970          | Honvéd utca 24–30.                              | 1836       | Markó utca 9., Stollár Béla utca 7–11.                       | Valéro Antal selyemgyár                                                               | Hild József                                     |
| 33591          | Rózsák tere 2.                                  | 1856       | Péterfi Sándor urca 2, Dohány utca 79, Alsóerdősor utca 7    | Erzsébet kórház                                                                       | Hild József                                     |
| 36546          | Rákóczi út 13.                                  | 1837       |                                                              | Hirschmüller József                                                                   | Hild József                                     |
| 36545          | Rákóczi út 15.                                  | 1839       |                                                              | Mattyasovszky János, Szlovák Intézet                                                  | Hild József                                     |
| 37015          | Kálvin János tér                                | 1845       |                                                              | Kálvin téri református templom (Budapest)                                             | Hild József                                     |
| 37104          | Üllői út 49–51.                                 | 1848       | Ferenc körút, Liliom utca                                    | Mária Terézia gyalogsági laktanya                                                     | Hild József                                     |
| 36838/2        | Üllői út 25.                                    | 1850       |                                                              | Köztelek                                                                              | Hild József, Kasselik József                    |
| 37008/2        | Ráday utca 11–13.                               | 1847       |                                                              |                                                                                       | Hild József                                     |
| 37008/2        | Ráday utca 11–13.                               | 1861       |                                                              | Tarcalots-család                                                                      | Wieser Ferenc                                   |
| 31670/1        | Hermina út 23.                                  | 1854       |                                                              | kápolna                                                                               | Hild József                                     |
| 24360          | Deák Ferenc tér 5.                              | 1856       |                                                              | Deák téri evangélikus templom főhomlokzata                                            | Krausz M                                        |
| 10911/1        | Budakeszi utca 73.                              | 1844       |                                                              | Csendilla                                                                             | Hild József                                     |
| 10868          | Budakeszi utca 38.                              | 1844       |                                                              | Hild-villa                                                                            | Hild József                                     |
| 9503/8         | Mátyás király út 14.                            | 1846       |                                                              | Lybaschinszky-villa                                                                   | Hild József                                     |
| 9602           | Diana utca 17/a                                 | 1844       |                                                              |                                                                                       | Hild József                                     |
| 10525/2        | Béla király út 61.                              | 1856       | Csermely utca 3.                                             | Fácános vendégház                                                                     | Hild József                                     |
| 24467          | József nádor tér 8.                             | 1834       |                                                              | Almássy József                                                                        | Hild József                                     |
| 24466          | József nádor tér 9.                             | 1850       |                                                              | Tömöry (Schopper) Jenő (1873-ban Gottgeb átépítette)                                  | Hild József                                     |
| 24465          | József nádor tér 11.                            | 1834       |                                                              | Sacelláry Demeter                                                                     | Hild József                                     |
| 24481/2        | József nádor tér 2.                             | 1821       | Szende Pál utca 6., Dorottya utca 5–7.                       | Musch Jákob; jelenleg Pénzügyminisztérium áll itt 1913 óta Alpár Ignác tervei szerint | Hild József                                     |
| 24484          | József nádor tér 1.                             | 1824       | József Attila utca 5.                                        | Gross-ház (Gross Ferenc)                                                              | Hild József                                     |
| 24435          | Vörösmarty tér 5.                               | 1837       |                                                              | Grabovszky Konstantin, Harkányi Andor                                                 | Hild József                                     |
| 24471          | Dorottya utca 3.                                | 1861       | Szende Pál utca 5.                                           | Lyka D. Anasztáz (a Harmincadhivatal bontása után)                                    | Hild József                                     |
| 24437          | Harmincad utca 3.                               | 1844       | Bécsi utca 10.                                               | Fischer ház                                                                           | Hild József                                     |
| 24436          | Vörösmarty tér 6.                               | 1844       | Harmincad utca 1.                                            | Lyka D. Anasztáz                                                                      | Hild József                                     |
| 24514          | Széchényi tér 3–4.                              | 1822       | Mérleg utca 1–3., József Attila utca 2–4.                    | Diana-fürdő, Libaschinszky-ház                                                        | Hild József                                     |
| 24559          | Széchenyi tér 7–8.                              | 1833       | Zrínyi uca 2., Vigyázó Ferenc utca 1.                        | Ullmann-ház (Ullmann Móric)                                                           | Hild József                                     |
| 24491          | Dorottya utca 12.                               | 1822       |                                                              | Wieser-ház (Wieser Ferenc)                                                            | Hild József                                     |
| 24559          | Széchényi tér 7–8.                              | 1850       | Zrínyi utca 2., Vigyázó Ferenc utca 1.                       | Európa szálló                                                                         | Hild József                                     |
| 24515/1        | Széchenyi tér 5–6.                              | 1829       | Zrínyi utca 2., Mérleg utca 2.                               | Nákó-palota (Deron Antal)                                                             | Hild József                                     |
| 24306          | Kígyó utca 4.                                   | 1841       |                                                              | Wilhelm Sebastian (1870-ben lebontva)                                                 | Hild József                                     |
| 24390          | Régi posta utca 8.                              | 1840       | Aranykéz utca 2.                                             | Johann Posch (Bátory-ház) 1912-ben lebontva                                           | Hild József                                     |
| 24345          | Váci utca 22.                                   | 1834       |                                                              | Lechner József 1876-ban lebontva                                                      | Hild József                                     |
| 24342          | Váci utca 16.                                   | 1833       | Régi posta utca 17.                                          | Mocsonyi János (1977-ben lebontva)                                                    | Hild József                                     |
| 24328          | Piarista utca 4.                                | 1862       |                                                              | Wodianer Albert, Vasudvar (lebontva)                                                  | Hild József, Gottgeb Antal                      |
| 24312          | Március 15. tér 4–5.                            | 1863       | Piarista utca 1.                                             | Praetorium, Piarista palota                                                           | Kasselik Ferenc, Hild József                    |
| 24247          | Semmelweis utca 9.                              | 1839       |                                                              | Seiler János Arany Sas fogadó 1905-ben lebontva                                       | Hild József                                     |
| 29280          | Király utca 24.                                 | 1860       |                                                              | Weiner Miksa                                                                          | Hild József                                     |
| 34196          | Dob utca 10.                                    | 1834       | Rumbach Sebestyén utca 5.                                    | Birly Ede Flórián (1870-ben lenontották)                                              | Hild József                                     |
| 34210/1        | Rumbach Sebestyén utca 12.                      | 1820       |                                                              | 1891-ben Blau Izidor lebontatta                                                       | Hild József                                     |
| 34191          | Dob utca 20.                                    | 1835       | Holló utca 2.                                                | Türsch Károly–Lőwy Mór                                                                | Hild József                                     |
| 34190          | Holló utca 4.                                   | 1835       |                                                              | Türsch Károly                                                                         | Hild József                                     |
| 34188          | Holló utca 8.                                   | 1859       |                                                              | Králik Sámuel                                                                         | Hild József                                     |
| 29274          | Király utca 16.                                 | 1842       | Paulay Ede utca 11.                                          | Dobler-bazár                                                                          | Hild József                                     |
| 34138          | Király utca 29.                                 | 1837       |                                                              | Puphka–Hochfeld-bérház                                                                | Hild József                                     |
| 29240          | Andrássy út 8.                                  | 1839       | Révay utca 11., Káldy Gyula utca 13.                         | Schmid József (a helyén a Schossberger palota áll)                                    | Hild József                                     |
| 29330          | Paulay Ede utca 36.                             | 1861       | Andrássy út 25.                                              | Drechsler-palota                                                                      | Hild József, Lohr Antal                         |
| 28881          | Jókai utca 1.                                   | 1842       | Aradi utca 2.                                                | Pesti Izraelita Hitközség                                                             | Hild József                                     |
| 29355          | Nagymező utca 6.                                | 1861       |                                                              | Müller-bérház                                                                         | Hild József, Lohr János                         |
| 29352          | Király utca 50.                                 | 1838       |                                                              | Whlkampf Henrik                                                                       | Hild József                                     |
| 34085          | Király utca 55.                                 | 1842       |                                                              | Polczer Leó Antal                                                                     | Hild József                                     |
| 34115          | Király utca 47.                                 | 1848       | Csányi utca 12–14.                                           | Pekáry József                                                                         | Hild Jüzsef, Limburszky József                  |
| 34171          | Kazinczy utca 40.                               | 1840       |                                                              | Scheibel József (1969 óta itt áll a Táncművészeti Főiskola)                           | Hild József                                     |
| 34180          | Holló utca 15.                                  | 1840       |                                                              | Gannensdorfer–Kedvessy-bérház                                                         | Hild József                                     |
| 34266          | Dob utca 33.                                    | 1864       |                                                              | Schweiger Henrik (Romeiser lebottatta)                                                | Hild József                                     |
| 34144          | Dob utca 38.                                    | 1861       |                                                              | Kurcz János                                                                           | Hild József, Lohe Antal                         |
| 29314          | Király utca 40.                                 | 1844       |                                                              | Robitsek József                                                                       | Hild József                                     |
| 34161          | Király utca 23.                                 | 1838       | Kazinczy utca 57.                                            | Whlkampf Henrik (jelenleg játszótér)                                                  | Hild József                                     |
| 29312          | Király utca 36.                                 | 1847       |                                                              | Medetz-bérház                                                                         | Hild József                                     |
| 34200          | Király utca 13.                                 | 1840       |                                                              | Jálics Ferenc András (része a Gozsdu-udvar területének)                               | Hild József                                     |
| 29287          | Király utca 26.                                 | 1840       |                                                              | Jálics Ferenc                                                                         | Hild József                                     |
| 34213/22-24    | Király utca 1/c                                 | 1869       | Asbóth utca 20–22.                                           | Helvetia bérház                                                                       | Hauszmann Alajos, Hild József                   |
| 34213/14 és 15 | Károly körút 21–23.                             | 1869       |                                                              | Orczy-ház, Zsidóudvat                                                                 | Hauszmann Alajos, Hild József                   |
| 24233          | Károly körút 16.                                | 1869       |                                                              | Prückler Ignác                                                                        | Pollack Ágoston, Hild József                    |
| 34228          | Dob utca 3.                                     | 1852       |                                                              | Pscherer Miklós                                                                       | Hild József                                     |
| 24229          | Károly körút 8.                                 | 1863       |                                                              | Deutsch József                                                                        | Hild József                                     |
| 24195          | Kossuth Lajos utca 5.                           | 1829       | Szép utca 2.                                                 | Cziráky-palota                                                                        | Hild József                                     |
| 24292          | Petőfi Sándor utca 5.                           | 1823       |                                                              | Keglevich Gábor, Libasinszky Vince 1979-ben lebontva                                  | Hild József                                     |
| 24758          | Szabadság tér 6.                                | 1855       | Sas utca 28.                                                 | Széchenyi Lajos 1937-ben lebontva                                                     | Hild József                                     |
| 24756          | Arany János utca 22.                            | 1834       | Október 6. utca 21.                                          | Burgmann Károly                                                                       | Hild József                                     |
| 24757          | Arany János utca 24.                            | 1822       | Sas utca 26.                                                 | Lebenzelter Antal                                                                     | Hild József                                     |
| 24781          | Hold utca 1.                                    |            | Bank utca 2.                                                 | Solymossy-palota, Rupp Nepomuk János 1894-ben lebontották                             | Hild József                                     |
| 24749          | Szabadság tér 2.                                | 1842       |                                                              | kesselőkői Majthényi Mária (jelenleg a Hazatérés temploma) 1938-ban lebontották       | Hild József                                     |
| 24750          | Szabadság tér 3.                                | 1842       |                                                              | Rafkas Dávidné 1867-ben lebontották                                                   | Hild József                                     |
| 24620          | Hercegprímás utca 10.                           | 1838       | Szent István tér 11.                                         | Rupp Ignác (a helyén a Teleki-ház áll 1907 óta)                                       | Hild József                                     |
| 24761          | Szabadság tér 7.                                |            | Hercegprímás utca 24., Arany János utca 26–28., Sas utca 29. | Széchenyi István 1996 óta modern épület áll a helyén                                  | Hild József                                     |
| 24782          | Hold utca 3.                                    | 1839       |                                                              | Rupp bérház (Riegl Ferenc, utána Rupp Nepomuk János 1874-ben)                         | Hild József                                     |
| 24784          | Hold utca 7.                                    | 1840       |                                                              | Zrenner János, Török Ferenc (1995 óta modern ház áll a helyén)                        | Hild József                                     |
| 24489          | Apáczai Csere János utca 17.                    | 1829       |                                                              | Kehrer Ferenc, Weiss Zsigmond                                                         | Hild József                                     |
| 24491          | Apáczai Csere János utca 19.                    | 1827       |                                                              | ómoravicai Heinrich Alajos                                                            | Hild József                                     |
| 24485          | Dorottya utca 13.                               | 1856       | József Attila utca 1.                                        | Lázár Zsigmondné, Bossányi István 1875-ben új épület épült ide)                       | Hild József                                     |
| 24491          | Dorottya utca 10.                               | 1821       |                                                              | Hudezt Vince (1980 óta modern szálloda)                                               | Hild József                                     |
| 24536          | Sas utca 7.                                     | 1835       |                                                              | Guda Simon (1936 óta: Beltelek)                                                       | Hild József                                     |
| 24538          | Sas utca 11.                                    | 1850       | Szent István tér 6.                                          | Ghyczy Ignác (a jelenlegi épület 1900-as)                                             | Hild József                                     |
| 24555          | Sas utca 13.                                    | 1837       | Zrínyi utca 20.                                              | Dernheimer Henrik, Vadember-ház (1960-ban lebontották, jelenleg sétálóutca)           | Hild József                                     |
| 24524          | Mérleg utca 12.                                 | 1832       |                                                              | Wieser–Kollár bérház                                                                  | Hild József, Wieser Ferenc                      |
| 24419          | Fehérhajó utca 12.                              | 1826       |                                                              | Sachinis-bérház (1912 óta premodern)                                                  | Hild József                                     |
| 14560/1        | Frankel Leó út 54.                              | 1844       |                                                              | Irgalmasrendi Kórház                                                                  | Hild József                                     |
| 24425          | Deák Ferenc utca 15.                            | 1865       |                                                              | Freiberger-palota                                                                     | Lohr János, Hild József                         |
| 24472          | Vörösmarty tér 8–9.                             | 1859       | Dorottya utca 1.                                             | Gerbeaud-ház                                                                          | Hild József, Gottgeb Antal                      |
| 24603          | Zrínyi utca 18.                                 | 1851       | Sas utca 10.                                                 | Bajzáth György-ház Bajzáth-Fonciére)                                                  | Hild József                                     |
| 24462          | Erzsébet tér 2.                                 | 1841       |                                                              | Burgman Károly, Türsch Nándor (1874)                                                  | Hild József, Gottgeb Antal                      |
| 24546          | Hercegprímás utca 7.                            | 1844       | Szent István tér 2.                                          | Liedemann Frigyes                                                                     | Hild József                                     |
| 24541          | Hercegprímás utca 8.                            | 1820       |                                                              | Libasinszki, Layer 1876-ban átépítette                                                | Hild József                                     |
| 24542          | Hercegprímás utca 6.                            | 1846       |                                                              | Blana Éliás                                                                           | Hild József                                     |
| 24543          | Hercegprímás utca 4.                            | 1845       |                                                              | Bozda Naum (1885-ben Feszty átéptette)                                                | Hild József                                     |
| 24463          | József Attila utca 9.                           | 1844       | Erzsébet tér 1., Hild tér 1.                                 | Rosenfeld Antal                                                                       | Hild József                                     |
| 24484          | József Attila utca 3.                           | 1825       |                                                              | Legrand József                                                                        | Hild József                                     |
| 14479/1        | Frankel Leó út 31–33.                           | 1845       |                                                              | Nagy Gyógyudvar                                                                       | Hild József                                     |
| 14487          | Frankel Leó út 50–52.                           | 1824       |                                                              | Császár Hotel                                                                         | Hild József                                     |
| 6338           | Attila út 15.                                   | 1846       | Váralja utca 45.                                             | Schumlitsch                                                                           | Hild József                                     |
| 14494/1        | Frankel Leó út 36.                              | 1845       |                                                              | Spira Antal (1906), építtetője ismeretlen                                             | Hild József                                     |
| 24361          | Deák Ferenc tér 4.                              | 1854       | Bárczy István utca 10.                                       | Evangélikus lelkészlak és gimnázium                                                   | Hild József                                     |
| 24362          | Bárczy István utca 8.                           | 1854       | Sütő utca 1.                                                 | Evangélikus gimnázium                                                                 | Hild József                                     |
|                | Esztergom, Szent István tér                     | 1846       |                                                              | Esztergomi bazilika                                                                   | Kühnel Pál, Hild József                         |
| 16321          | Esztergom, Pázmány Péter utca 2.                | 1853       |                                                              | Főszékesegyházi Könyvtár                                                              | Hild József                                     |
|                | Esztergom, Széchenyi tér                        | 1862       |                                                              | Esztergomi Takarékpénztár                                                             | Hild József                                     |
|                | Esztergom, Szent István tér                     | 1865       |                                                              | Papnevelde, Ószeminárium                                                              | Hild József                                     |
|                | Cegléd                                          | 1834       |                                                              | református templom                                                                    | Hild József                                     |
|                | Kunhegyes                                       | 1839       |                                                              | református templom                                                                    | Hild József                                     |
| 3897/1         | Baja, Kálvária utca                             | 1836       |                                                              | Kálvária-kápolna (Baja)                                                               | Hild József                                     |
|                | Szilvásvárad                                    | 1839       |                                                              | református templom                                                                    | Hild József                                     |
|                | Eger, Pyrker tér                                | 1837       |                                                              | Egri főszékesegyház                                                                   | Hild József                                     |
|                | Dénesfa                                         | 1830       |                                                              | Cziráky-kastély                                                                       | Hild József                                     |
|                | Gyömrő, Üllői út 3.                             | 1847       |                                                              | Teleki Tibor                                                                          | Hild József                                     |
| 568            | Bajna, Rákóczi utca                             | 1834       |                                                              | Sándor–Metternich-kastély; Sándor Móric                                               | Hild József                                     |
|                | Lovasberény                                     | 1834       |                                                              | Cziráky Antal Mózes, Sarlós Boldogasszony templom                                     | Hild József                                     |

Legfőbb forrás: Budapest Városvédő Egyesület. A helyrajzi számok a jelenlegi állapotot tükrözik. Hild művészetének tekintetében Déry Attila művei irányadóak.